# Cornul de aur (film)
Cornul de aur (titlul original: în rusă Золотой рог, transliterat: Zolotoi rog) este un film dramatic sovietic (R.S.S. Kazahă), realizat în 1948 de regizorul Efim Aron, protagoniști fiind actorii Șaken Aimanov, Piotr Aleinikov și Liailia Galimjanova.
Filmul prezintă lupta oamenilor de știință sovietici pentru a dezvolta o nouă rasă de vite, oi merinos încrucișate și oi sălbatice argali.

## Rezumat
Acțiunea filmului are loc în munții Zailiysky Alatau, la stația experimentală a Institutului Kazah de Zootehnie. Noua rasă de oi ar trebui să aibă lâna moale a unei oi merinos și rezistența unei oi argali de munte, al cărei corn răsucit „de aur” servește ca simbol al abundenței pentru oamenii de știință.

## Distribuție
- Șaken Aimanov – Jakan Dasanov, un tânăr om de știință
- Piotr Aleinikov – Viktor Sokolov
- Liailia Galimjanova – Saule Baijanova
- Rahia Koiciubaeva – Jamal
- Elubai Umurzakov – Turdukulov
- Seralî Kojamkulov – Adilbek, păstor
- Kalîbek Kuanîșpaev – Bergaliev, ministru
- Arkadi Arkadiev – profesorul Ignatiev
- Kapan Badîrov – Ibrai Junusov
- Azerbaijan Mambetov – Token